# پتاسیم هیپومنگنات

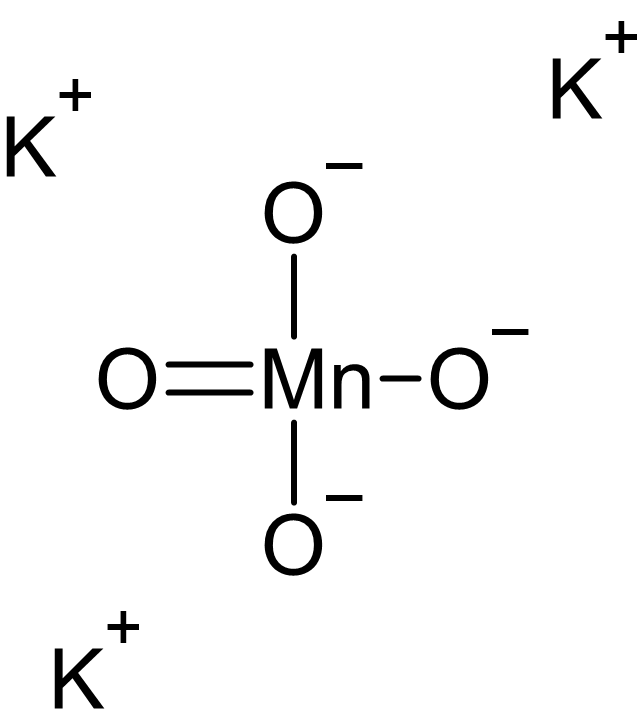
ساختار پتاسیم هیپومنگنات

پتاسیم هیپومنگنات (به انگلیسی: Potassium hypomanganate) با فرمول شیمیایی K۳MnO۴ یک ترکیب شیمیایی است. که جرم مولی آن ۲۳۶٫۲۳ g/mol می‌باشد. شکل ظاهری این ترکیب، جامد آبی روشن است.